# Планківська густина
Планківська густина у фізиці — одиниця вимірювання густини в планківській системі одиниць; позначається {\displaystyle \rho _{\text{P}}}. Її визначають як:
{\displaystyle \rho _{\text{P}}={\frac {m_{\text{P}}}{l_{\text{P}}^{3}}}={\frac {c^{5}}{\hbar G^{2}}}\approx } 5,1 × 1096 кг/м³, де:
{\displaystyle m_{\text{P}}} — планківська маса,
{\displaystyle \ell _{\text{P}}} — планківська довжина,
{\displaystyle \hbar } — редукована стала Планка,
{\displaystyle G} — гравітаційна стала,
{\displaystyle c} — швидкість світла у вакуумі.
Ця густина приблизно відповідає 1023 сонячних мас, стиснутим у просторі одного атомного ядра. Густина Всесвіту дорівнювала одній одиниці планківської густини після закінчення планківської епохи (через планківський час після Великого вибуху).
Є теоретично граничною густиною матерії, яку передбачає квантова механіка. Фізику на таких масштабах має описувати квантова гравітація. Планківська маса, що має планківську густину, матиме планківський об'єм, і неминуче буде перетворена на планківську чорну діру, яка через один планківський час анігілює через випромінювання Гокінга з виділенням планківської енергії у вигляді квантів світла[джерело?].
Проте, це не означає, що матерія повинна мати планківську густину, щоб стати чорною дірою; планківська густина є лише верхньою межею. Так, багато надмасивних чорних дір мають густину, порівнянну з густиною води або навіть повітря (під поняттям «чорна діра» тут маємо на увазі все те, що міститься за горизонтом подій і, відповідно, сама речовина надмасивної чорної діри сконцентрована значно глибше від її горизонту подій), що пояснюється тим, що густина обернено пропорційна об'єму, тобто кубу довжини.